# ドイツの原子力発電所
ドイツの原子力発電所（ドイツのげんしりょくはつでんしょ）の一覧を以下に志す。

## 概要
アンゲラ・メルケル政権は2011年3月に発生した福島第一原子力発電所事故を受け、国内の原子力発電所の廃止に向けた検討に着手。同年5月、2022年までに原子力発電所の廃止を決めた。計画は進行しており、2022年中に最後まで残った3基の発電所の運転が停止される予定であった。
しかし、2022年ロシアのウクライナ侵攻によって火力発電所の燃料であるロシア産の天然ガスの安定的な入手が困難になったことから、ドイツ政府は2022年末から2023年初頭にかけての予備電力源として発電所の温存を決定、廃止時期は2023年以降にずれ込むこととなった。

## 一覧
稼働中、計画中、廃炉になったものを含む。
| 名前                                               | 号機 | 炉型                               | 状況                                                 | 運転開始 （計画）            | 運転終了 （計画）          | 位置                                                                    | 州                               | 冷却水の水源                                           |
| -------------------------------------------------- | ---- | ---------------------------------- | ---------------------------------------------------- | ---------------------------- | -------------------------- | ----------------------------------------------------------------------- | -------------------------------- | ------------------------------------------------------ |
| ビーブリス (en)                                    | A    | 加圧水型原子炉                     | 一時停止                                             | 1974年08月25日               | 2011年03月18日             | 北緯49度42分36秒 東経08度24分55秒 / 北緯49.71000度 東経8.41528度        | ヘッセン                         | ライン川                                               |
| ビーブリス (en)                                    | B    | 加圧水型原子炉                     | 一時停止                                             | 1976年04月06日               | 2011年                     | 北緯49度42分36秒 東経08度24分55秒 / 北緯49.71000度 東経8.41528度        | ヘッセン                         | ライン川                                               |
| ブロークドルフ (en)                                | –    | 加圧水型原子炉                     | 運転中                                               | 1986年10月14日               | (2021年)                   | 北緯53度51分03秒 東経09度20分41秒 / 北緯53.85083度 東経9.34472度        | シュレースヴィヒ＝ホルシュタイン | エルベ川                                               |
| ブルンスビュッテル (en)                            | –    | 沸騰水型原子炉                     | 運転停止（廃炉が決定）                               | 1976年07月13日               | 2007年7月                  | 北緯53度53分30秒 東経9度12分6秒 / 北緯53.89167度 東経9.20167度          | シュレースヴィヒ＝ホルシュタイン | エルベ川                                               |
| エムスラント (en)                                  | –    | 加圧水型原子炉                     | 運転中                                               | 1988年04月19日               | (2022年)                   | 北緯52度28分27秒 東経7度19分4秒 / 北緯52.47417度 東経7.31778度          | ニーダーザクセン                 | エムス川                                               |
| グラーフェンラインフェルト (en)                    | –    | 加圧水型原子炉                     | 運転停止                                             | 1981年12月21日               | 2014年07月28日             | 北緯49度59分2秒 東経10度11分5秒 / 北緯49.98389度 東経10.18472度         | バイエルン                       | マイン川                                               |
| グライフスヴァルト (en)                            | 1    | VVER440/230 ロシア型加圧水型原子炉 | 解体中                                               | 1973年12月17日               | 1990年12月18日             | 北緯54度8分26.1秒 東経13度39分51.9秒 / 北緯54.140583度 東経13.664417度  | メクレンブルク＝フォアポンメルン | バルト海                                               |
| グライフスヴァルト (en)                            | 2    | VVER440/230 ロシア型加圧水型原子炉 | 解体中                                               | 1974年12月23日               | 1990年02月14日             | 北緯54度8分26.1秒 東経13度39分51.9秒 / 北緯54.140583度 東経13.664417度  | メクレンブルク＝フォアポンメルン | バルト海                                               |
| グライフスヴァルト (en)                            | 3    | VVER440/230 ロシア型加圧水型原子炉 | 解体中                                               | 1977年10月24日               | 1990年02月28日             | 北緯54度8分26.1秒 東経13度39分51.9秒 / 北緯54.140583度 東経13.664417度  | メクレンブルク＝フォアポンメルン | バルト海                                               |
| グライフスヴァルト (en)                            | 4    | VVER440/230 ロシア型加圧水型原子炉 | 解体中                                               | 1979年09月03日               | 1990年06月02日             | 北緯54度8分26.1秒 東経13度39分51.9秒 / 北緯54.140583度 東経13.664417度  | メクレンブルク＝フォアポンメルン | バルト海                                               |
| グライフスヴァルト (en)                            | 5    | VVER440/213 ロシア型加圧水型原子炉 | 解体中                                               | 1989年04月24日               | 1989年11月24日             | 北緯54度8分26.1秒 東経13度39分51.9秒 / 北緯54.140583度 東経13.664417度  | メクレンブルク＝フォアポンメルン | バルト海                                               |
| グライフスヴァルト (en)                            | 6    | VVER440/213 ロシア型加圧水型原子炉 | 解体中                                               | 建設は完了するが、運転されず | -                          | 北緯54度8分26.1秒 東経13度39分51.9秒 / 北緯54.140583度 東経13.664417度  | メクレンブルク＝フォアポンメルン | バルト海                                               |
| グライフスヴァルト (en)                            | 7    | VVER440/213 ロシア型加圧水型原子炉 | 解体中                                               | 建設を中断                   | -                          | 北緯54度8分26.1秒 東経13度39分51.9秒 / 北緯54.140583度 東経13.664417度  | メクレンブルク＝フォアポンメルン | バルト海                                               |
| グライフスヴァルト (en)                            | 8    | VVER440/213 ロシア型加圧水型原子炉 | 解体中                                               | 建設を中断                   | -                          | 北緯54度8分26.1秒 東経13度39分51.9秒 / 北緯54.140583度 東経13.664417度  | メクレンブルク＝フォアポンメルン | バルト海                                               |
| グローンデ (en)                                    | –    | 加圧水型原子炉                     | 運転停止                                             | 1984年09月04日               | 2021年12月31日             | 北緯52度2分7秒 東経9度24分48秒 / 北緯52.03528度 東経9.41333度           | ニーダーザクセン                 | ヴェーザー川                                           |
| グロースヴェルツハイム                             | –    | 過熱蒸気沸騰水型原子炉             | 廃炉                                                 | 1969年10月14日               | 1971年04月20日             | 北緯50度3分29.3秒 東経8度59分13.7秒 / 北緯50.058139度 東経8.987139度    | バイエルン                       | マイン川                                               |
| グンドレミンゲン (en)                              | A    | 沸騰水型原子炉                     | 解体中                                               | 1966年12月01日               | 1977年01月13日（事故）     | 北緯48度30分53秒 東経10度24分8秒 / 北緯48.51472度 東経10.40222度        | バイエルン                       | ドナウ川                                               |
| グンドレミンゲン (en)                              | B    | 沸騰水型原子炉                     | 運転停止                                             | 1984年03月16日               | 2017年12月31日             | 北緯48度30分53秒 東経10度24分8秒 / 北緯48.51472度 東経10.40222度        | バイエルン                       | ドナウ川                                               |
| グンドレミンゲン (en)                              | C    | 沸騰水型原子炉                     | 運転中                                               | 1984年11月02日               | (2021年)                   | 北緯48度30分53秒 東経10度24分8秒 / 北緯48.51472度 東経10.40222度        | バイエルン                       | ドナウ川                                               |
| THTR-300（ヴェストファーレン火力発電所に併設）(en) | –    | 高温ガス炉（トリウム燃料）         | 運転停止                                             | 1985年11月16日               | 1988年04月29日             | 北緯51度40分45.5秒 東経7度58分17.6秒 / 北緯51.679306度 東経7.971556度   | ノルトライン＝ヴェストファーレン | ダッテルン-ハム運河（ライン川）                        |
| イーザル (en)                                      | 1    | 沸騰水型原子炉                     | 運転停止                                             | 1977年12月03日               | 2011年3月17日              | 北緯48度36分20.2秒 東経12度17分35.3秒 / 北緯48.605611度 東経12.293139度 | バイエルン                       | イーザル川                                             |
| イーザル (en)                                      | 2    | 加圧水型原子炉                     | 運転中                                               | 1988年01月22日               | (2022年)                   | 北緯48度36分20秒 東経12度17分35秒 / 北緯48.60556度 東経12.29306度       | バイエルン                       | イーザル川                                             |
| AVRユーリヒ (en)                                   | –    | 高温ガス炉                         | 解体中                                               | 1967年12月17日               | 1988年12月31日             | 北緯50度54分10.6秒 東経6度25分16.3秒 / 北緯50.902944度 東経6.421194度   | ノルトライン＝ヴェストファーレン | -                                                      |
| カール (en)                                        | –    | 沸騰水型原子炉                     | 廃炉                                                 | 1961年06月17日               | 1985年11月25日             | 北緯50度3分32.8秒 東経8度59分14.2秒 / 北緯50.059111度 東経8.987278度    | バイエルン                       | マイン川                                               |
| カルカー (en)                                      | –    | 高速増殖炉                         | 遊園地（ワンダーランド・カルカー）として施設を再利用 | 建設は完了するが、運転されず | -                          | 北緯51度45分47秒 東経6度19分37秒 / 北緯51.76306度 東経6.32694度         | ノルトライン＝ヴェストファーレン | -                                                      |
| カールスルーエ KNK                                 | I/II | 高速増殖炉                         | 解体中                                               | 1978年04月09日               | 1991年08月23日             | 北緯49度5分57.6秒 東経8度25分58.4秒 / 北緯49.099333度 東経8.432889度    | バーデン＝ヴュルテンベルク       | -                                                      |
| カールスルーエ MZFR                                | –    | 加圧水型原子炉                     | 解体中                                               | 1966年09月03日               | 1984年05月03日             | 北緯49度6分15.3秒 東経8度25分56.4秒 / 北緯49.104250度 東経8.432333度    | バーデン＝ヴュルテンベルク       | ライン川                                               |
| クリュンメル (en)                                  | –    | 沸騰水型原子炉                     | 運転停止（廃炉が決定）                               | 1983年09月28日               | 2009年07月04日（緊急停止） | 北緯53度24分36秒 東経10度24分32秒 / 北緯53.41000度 東経10.40889度       | シュレースヴィヒ＝ホルシュタイン | エルベ川                                               |
| リンゲン (en)                                      | –    | 沸騰水型原子炉                     | 解体準備中（2013年に開始）                           | 1968年07月01日               | 1979年05月01日             | 北緯52度28分58.1秒 東経7度18分24.8秒 / 北緯52.482806度 東経7.306889度   | ニーダーザクセン                 | エムス川                                               |
| ミュールハイム＝ケルリヒ (en)                      | –    | 加圧水型原子炉                     | 解体準備中（2013年に開始）                           | 1986年03月14日               | 1988年09月09日             | 北緯50度24分28秒 東経7度29分23秒 / 北緯50.40778度 東経7.48972度         | ラインラント＝プファルツ         | ライン川                                               |
| ネッカーヴェストハイム (en)                        | 1    | 加圧水型原子炉                     | 運転停止（廃炉が決定）                               | 1976年06月03日               | 2011年03月16日             | 北緯49度2分28秒 東経9度10分30秒 / 北緯49.04111度 東経9.17500度          | バーデン＝ヴュルテンベルク       | ネッカー川                                             |
| ネッカーヴェストハイム (en)                        | 2    | 加圧水型原子炉                     | 運転中                                               | 1989年03月01日               | (2022年)                   | 北緯49度2分30秒 東経9度10分30秒 / 北緯49.04167度 東経9.17500度          | バーデン＝ヴュルテンベルク       | ネッカー川                                             |
| ニーダーアイヒバッハ                               | –    | 重水炉                             | 廃炉                                                 | 1973年01月01日               | 1974年07月31日             | 北緯48度36分16.7秒 東経12度18分14.3秒 / 北緯48.604639度 東経12.303972度 | バイエルン                       | イーザル川                                             |
| オーブリヒハイム (en)                              | –    | 加圧水型原子炉                     | 解体中                                               | 1968年10月29日               | 2005年05月11日             | 北緯49度21分52.3秒 東経9度4分34.6秒 / 北緯49.364528度 東経9.076278度    | バーデン＝ヴュルテンベルク       | ネッカー川                                             |
| フィリップスブルク (en)                            | 1    | 沸騰水型原子炉                     | 運転停止（廃炉が決定）                               | 1979年05月07日               | 2011年03月17日             | 北緯49度15分9.8秒 東経8度26分11.2秒 / 北緯49.252722度 東経8.436444度    | バーデン＝ヴュルテンベルク       | ライン川                                               |
| フィリップスブルク (en)                            | 2    | 加圧水型原子炉                     | 運転中                                               | 1984年12月17日               | (2021年)                   | 北緯49度15分9秒 東経8度26分11秒 / 北緯49.25250度 東経8.43639度          | バーデン＝ヴュルテンベルク       | ライン川                                               |
| ラインスベルク (en)                                | –    | VVER210 ロシア型加圧水型原子炉     | 解体中                                               | 1966年05月06日               | 1990年06月01日             | 北緯53度8分49.2秒 東経12度59分24.5秒 / 北緯53.147000度 東経12.990139度  | ブランデンブルク                 | ネーミッツ湖（温排水はグローサー・シュテッヒリン湖へ） |
| シュターデ (en)                                    | –    | 加圧水型原子炉                     | 解体中                                               | 1972年01月29日               | 2003年11月14日             | 北緯53度37分12秒 東経9度31分51秒 / 北緯53.62000度 東経9.53083度         | ニーダーザクセン                 | エルベ川                                               |
| ウンターヴェーザー (en)                            | –    | 加圧水型原子炉                     | 運転停止（廃炉が決定）                               | 1978年09月29日               | 2011年03月18日             | 北緯53度25分39.7秒 東経8度28分48.7秒 / 北緯53.427694度 東経8.480194度   | ニーダーザクセン                 | ヴェーザー川                                           |
| ヴュルガッセン                                     | –    | 沸騰水型原子炉                     | 解体中                                               | 1971年12月18日               | 1994年08月26日             | 北緯51度38分21秒 東経9度23分29秒 / 北緯51.63917度 東経9.39139度         | ノルトライン＝ヴェストファーレン | ヴェーザー川                                           |

## 写真

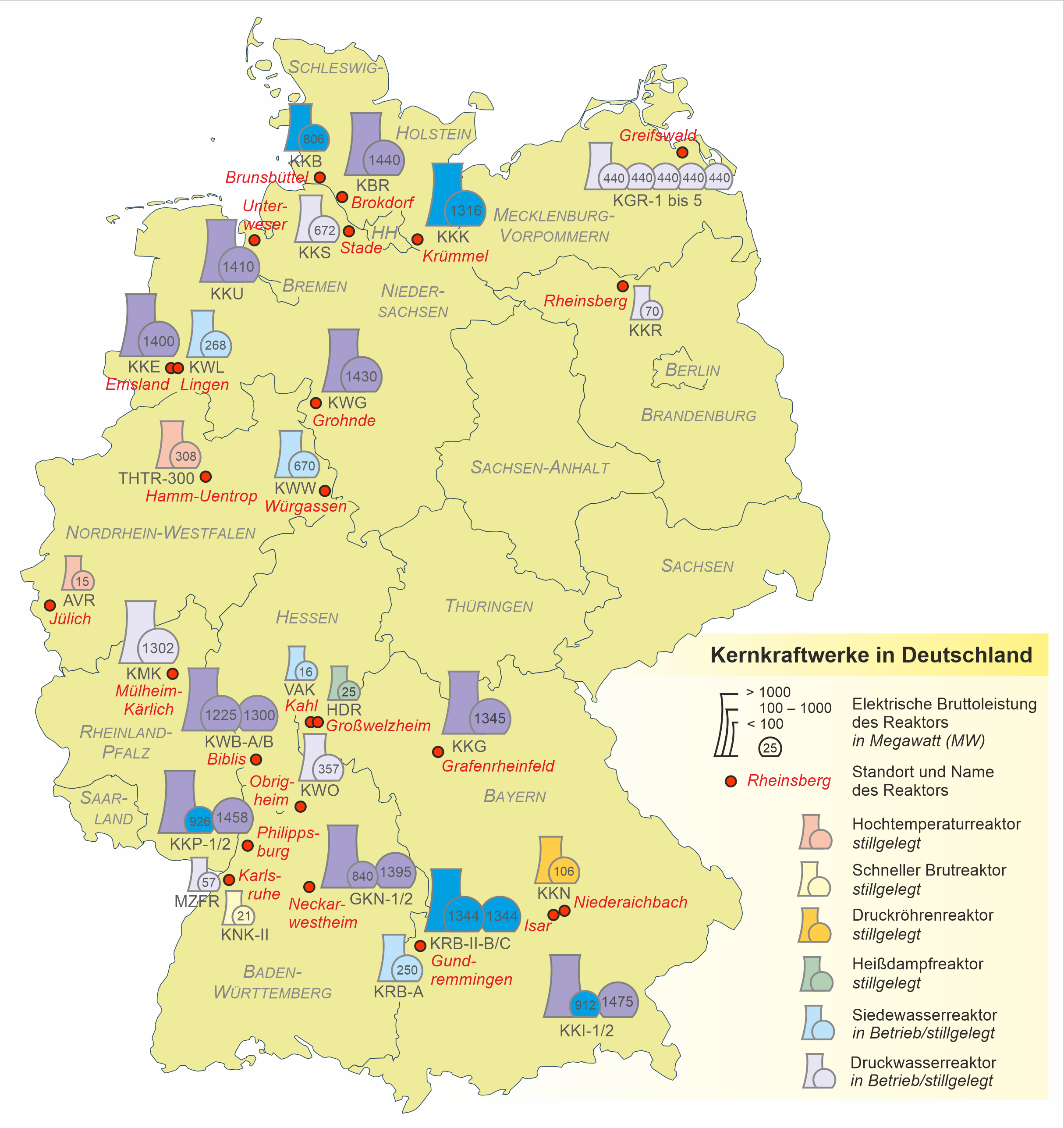
ドイツの原発マップ
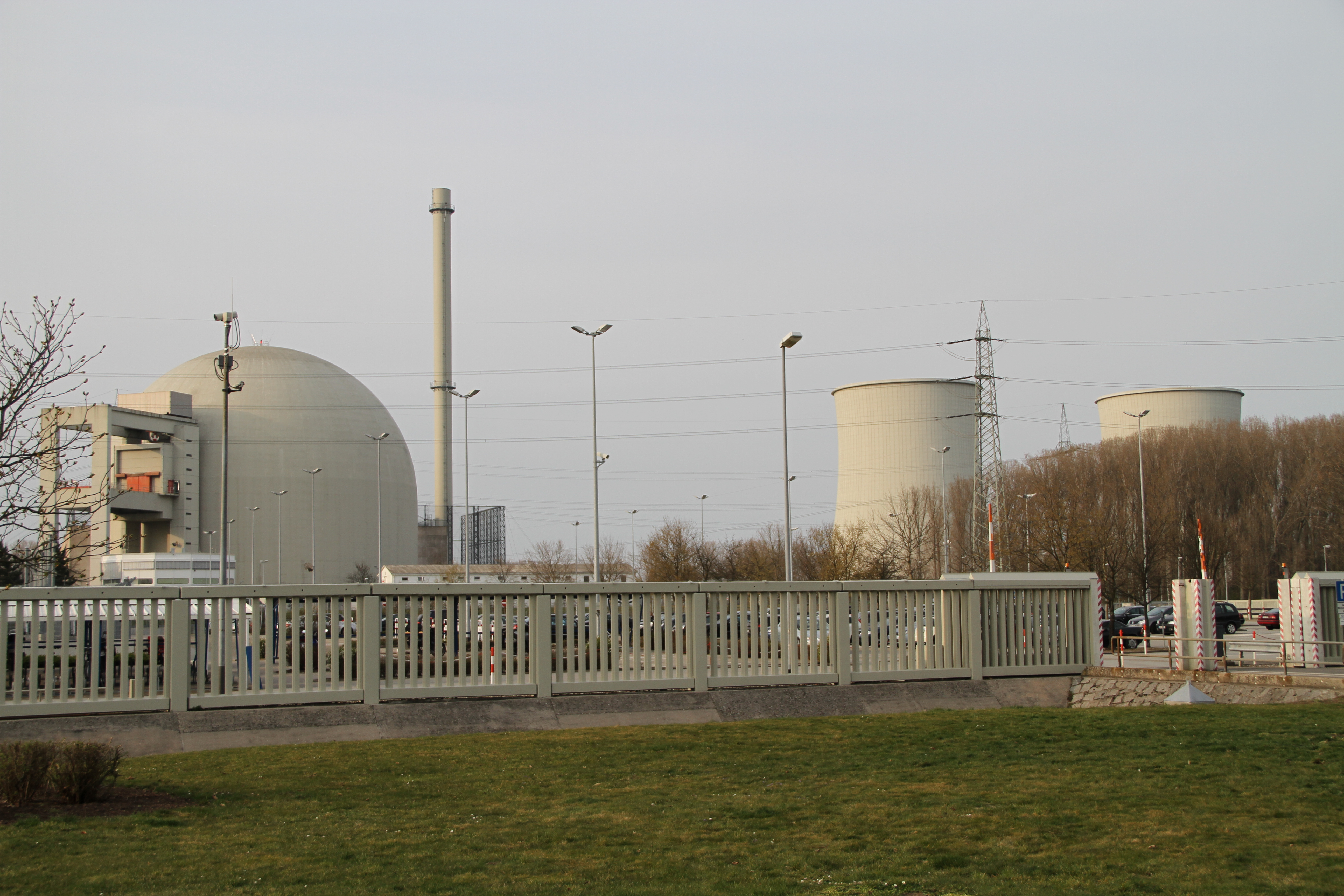
ビーブリス
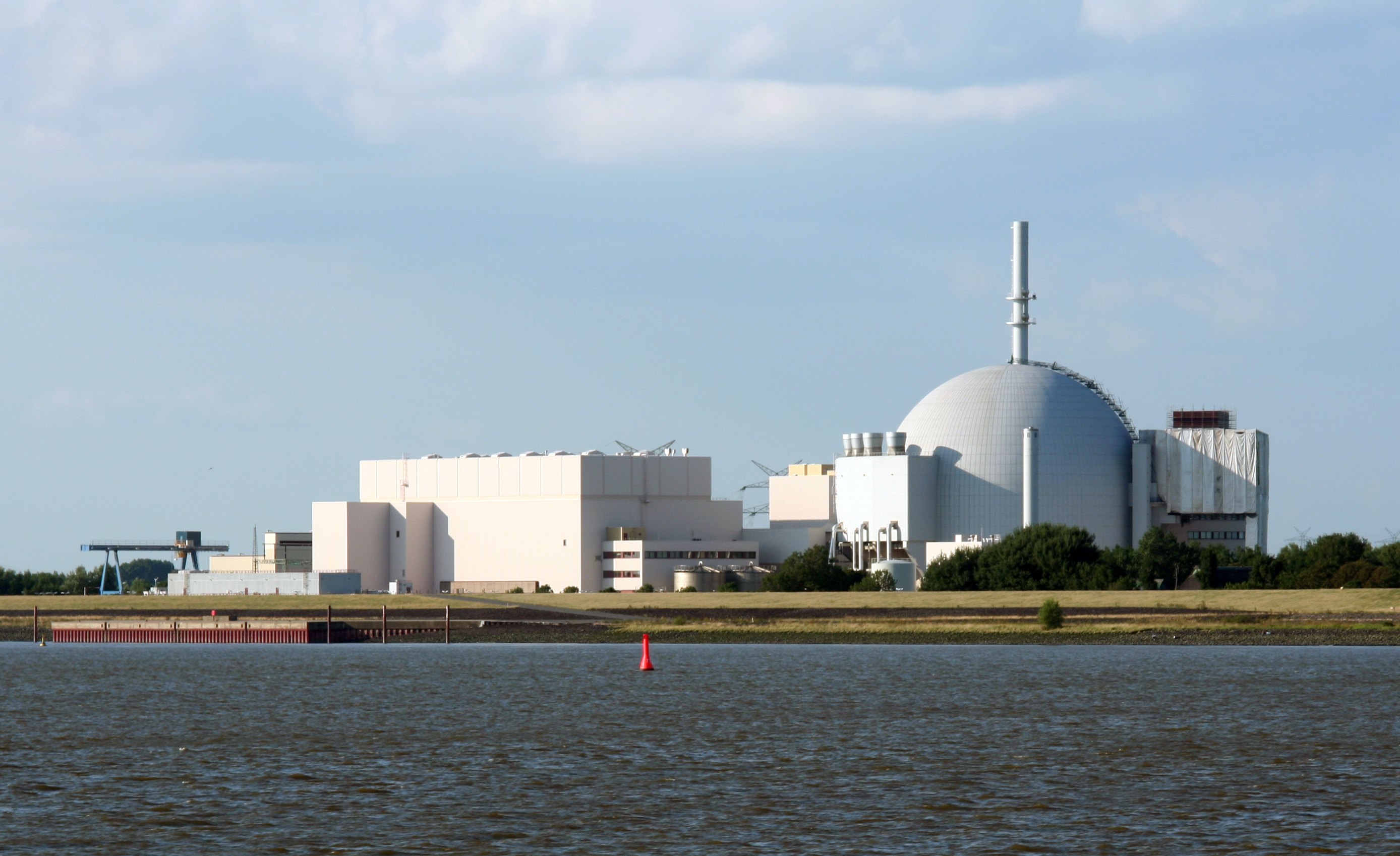
ブロークドルフ
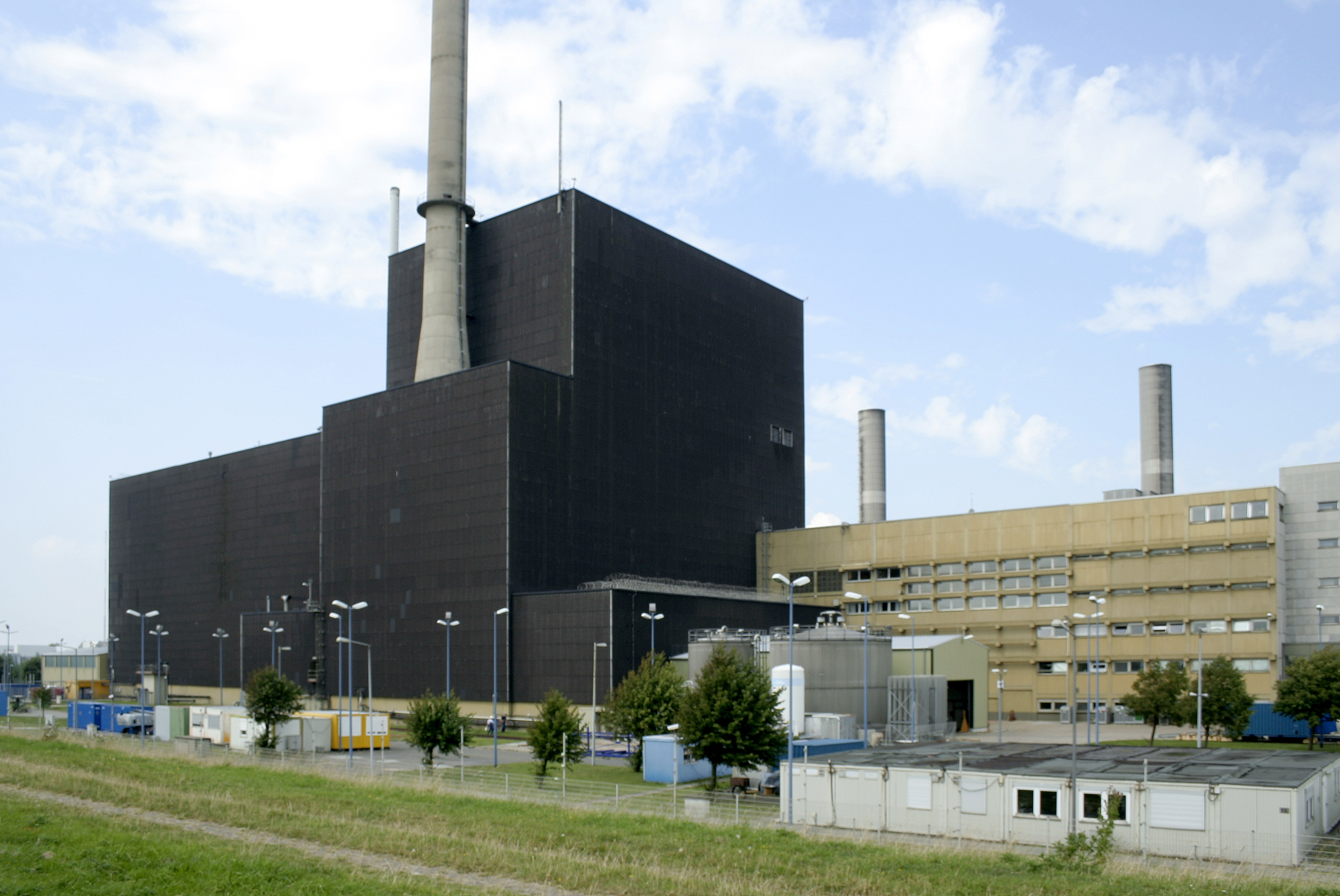
ブルンスビュッテル
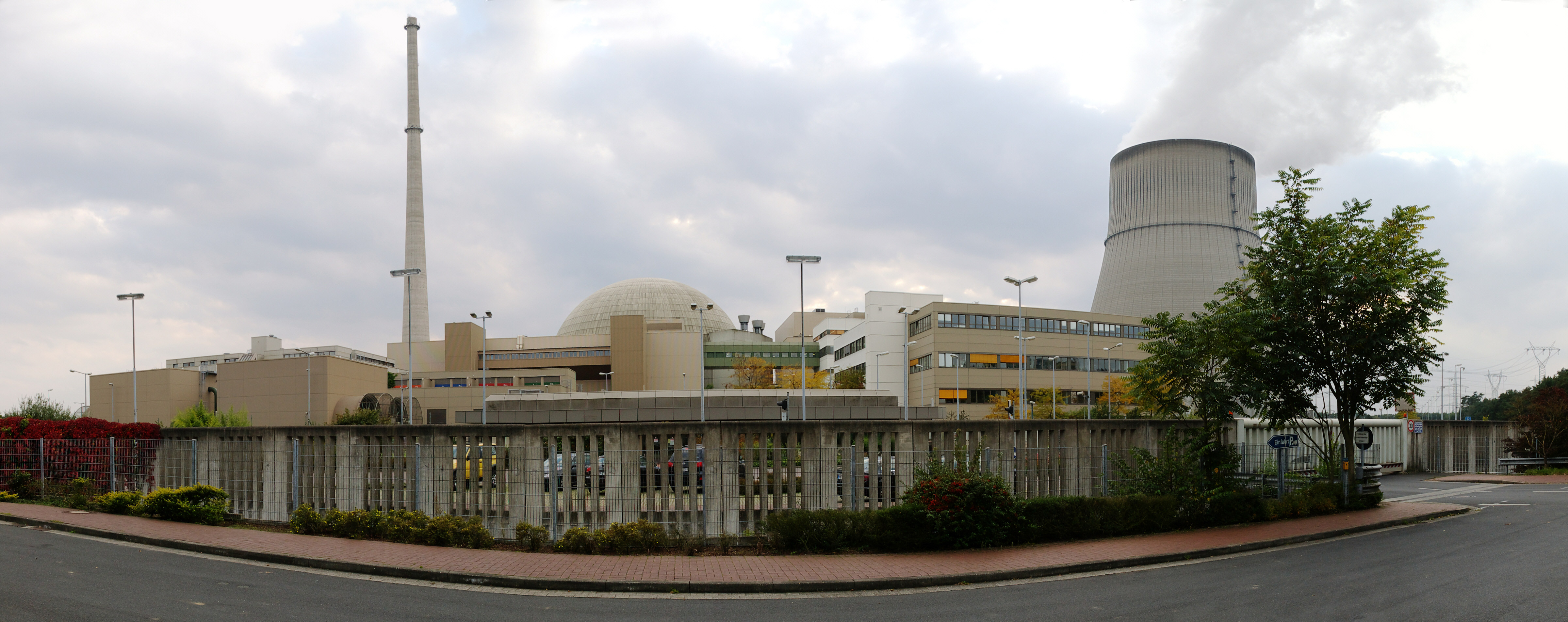
エムスラント
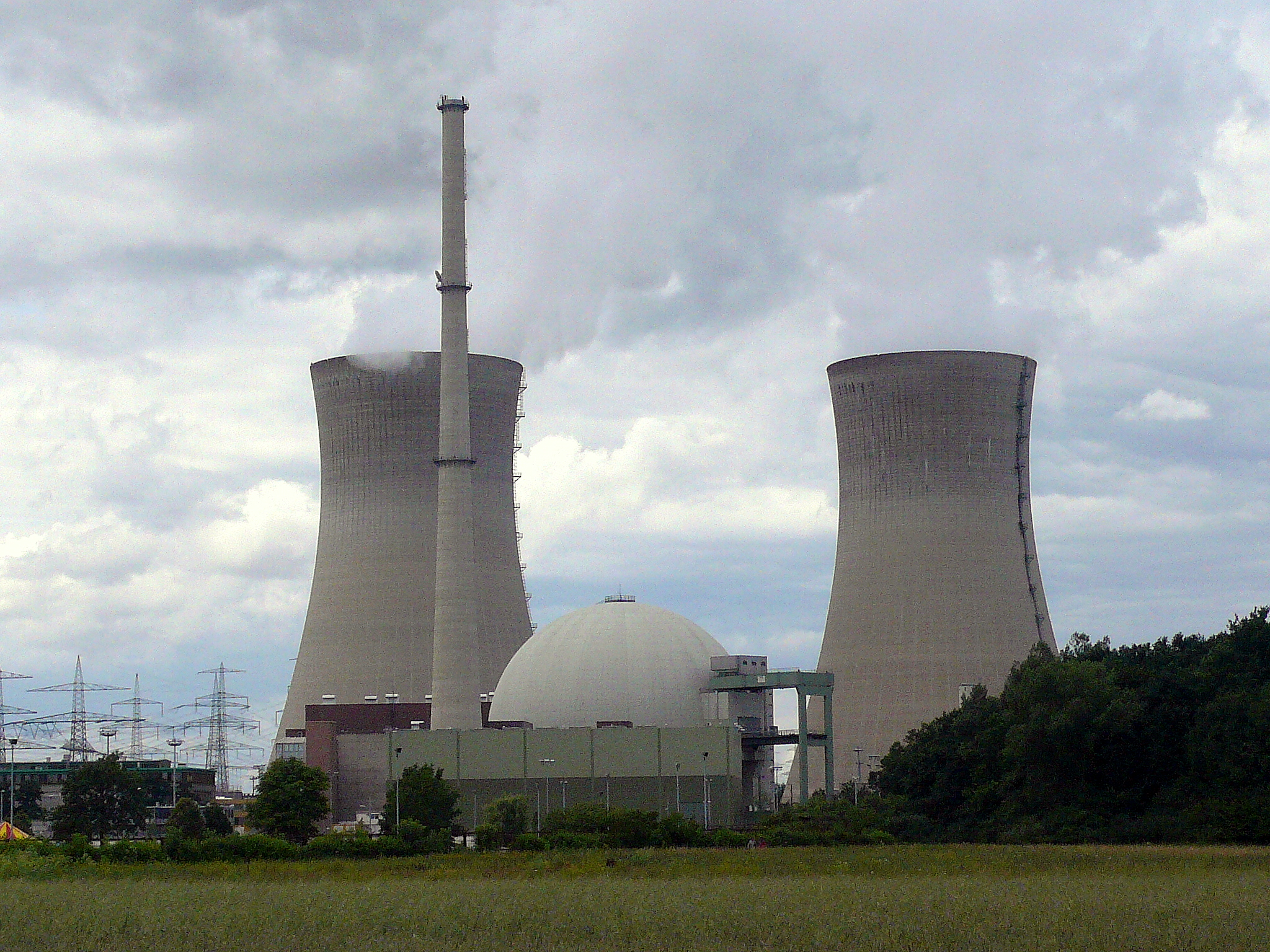
グラーフェンラインフェルト
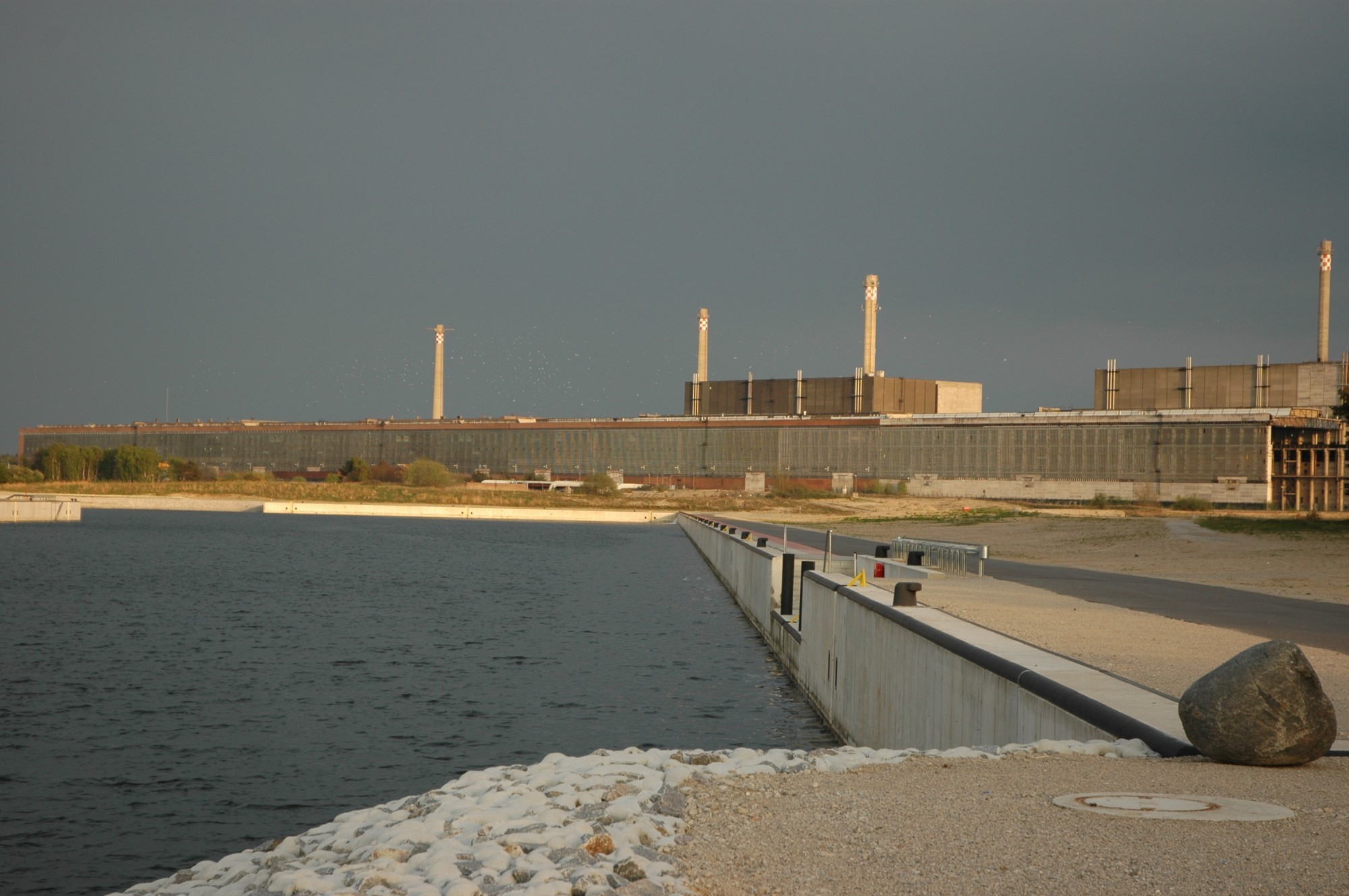
グライフスヴァルト（閉鎖）
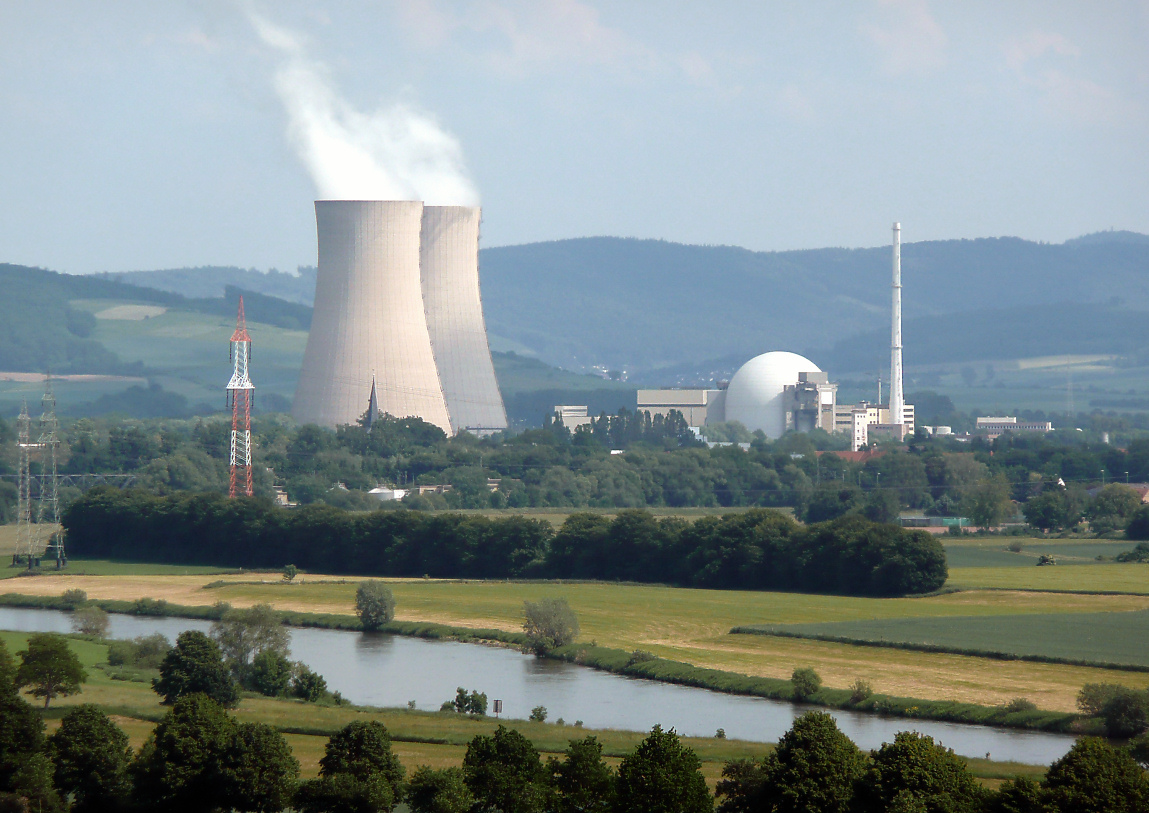
グローンデ
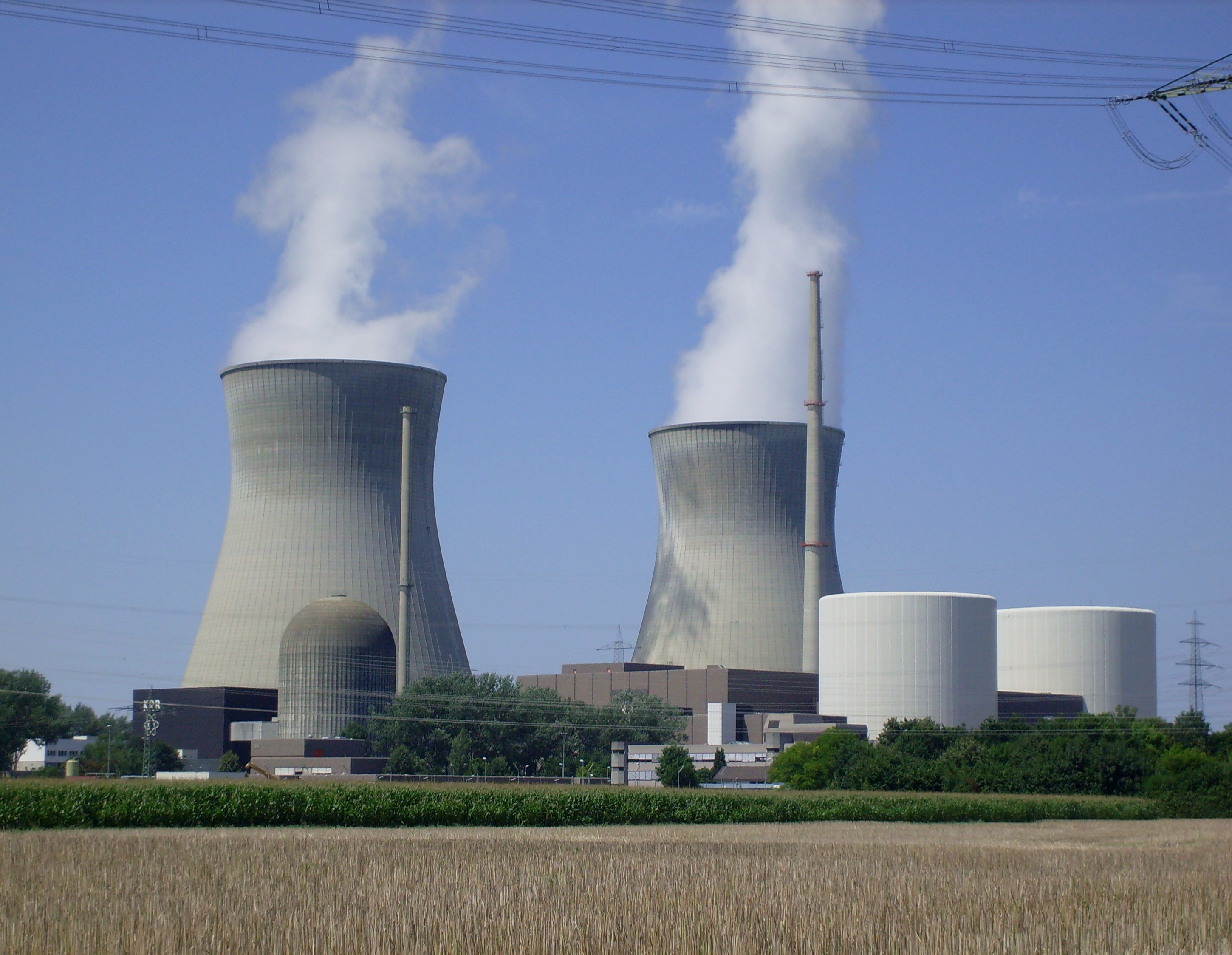
グンドレミンゲン
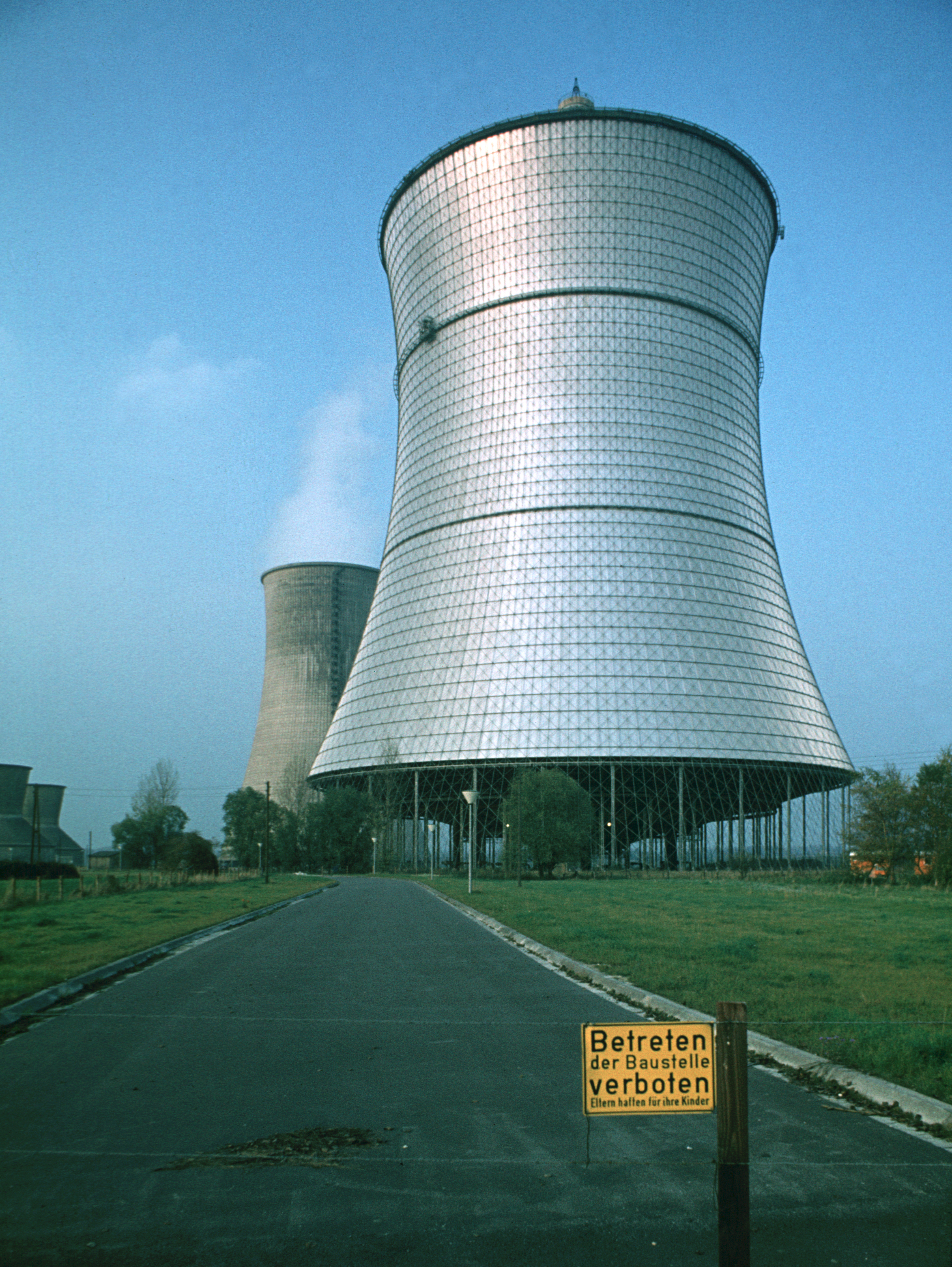
THTR-300（運転停止）
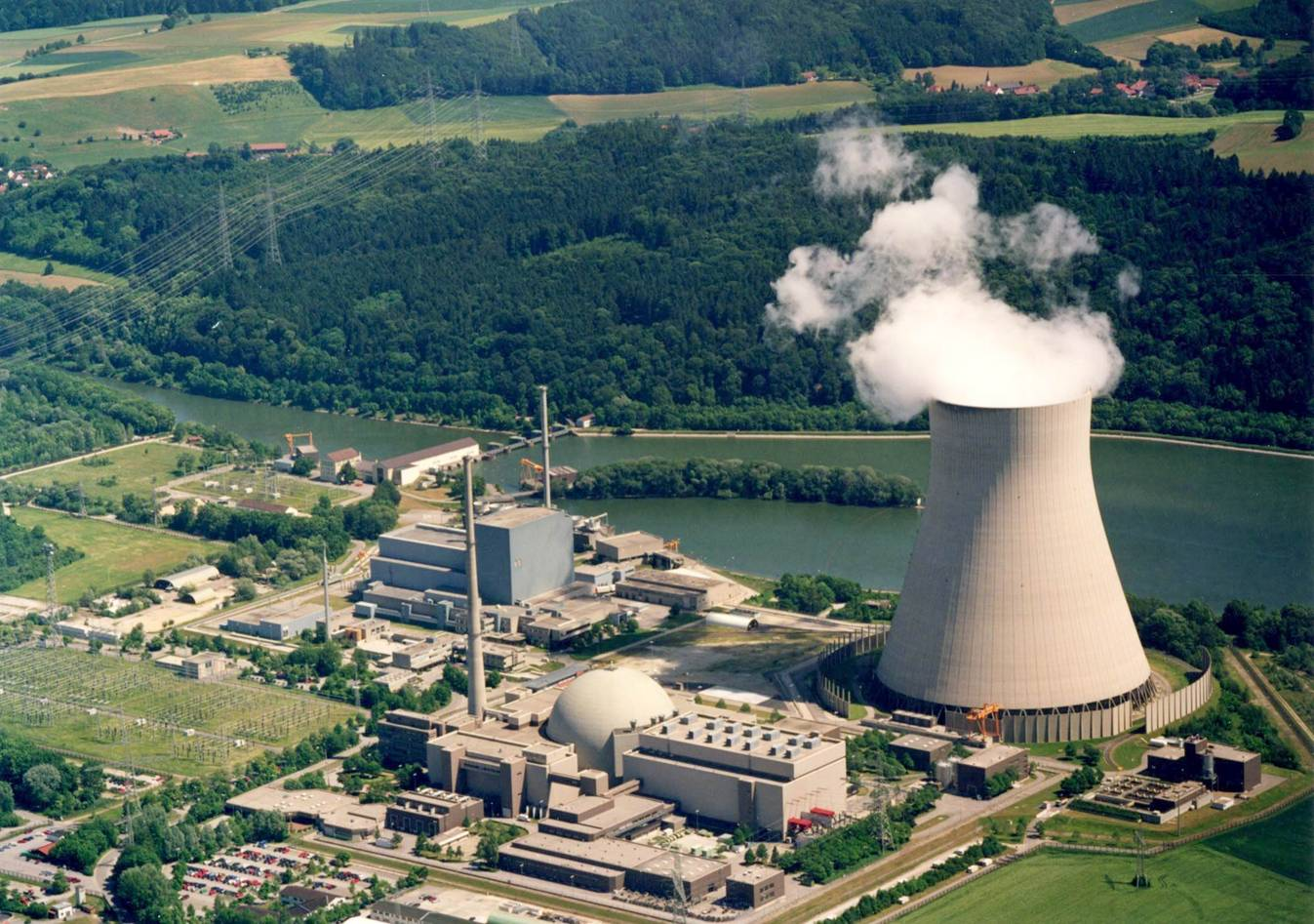
イーザル
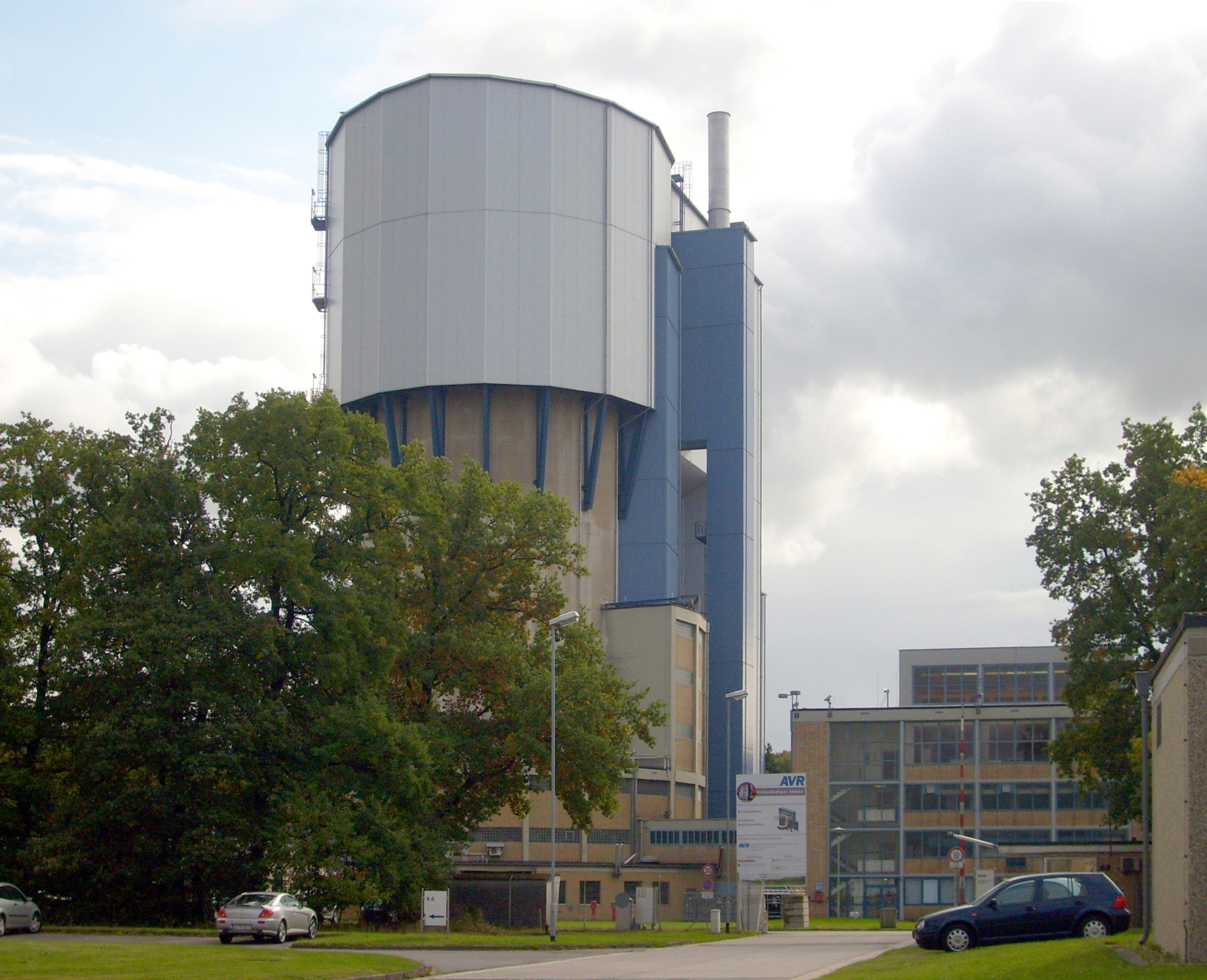
AVRユーリヒ（閉鎖）
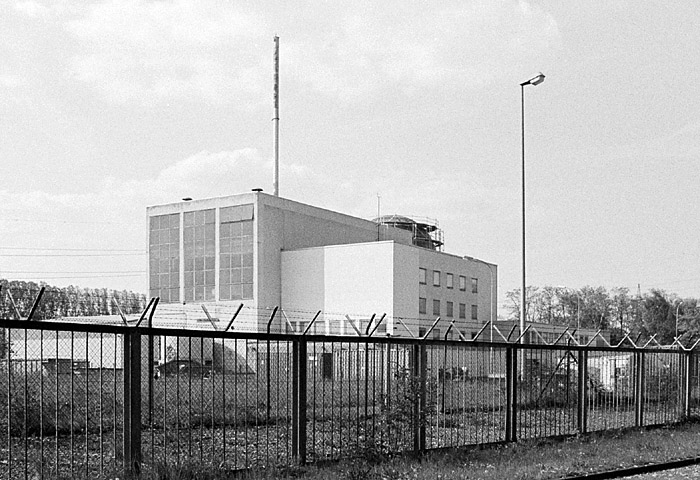
カール（閉鎖）
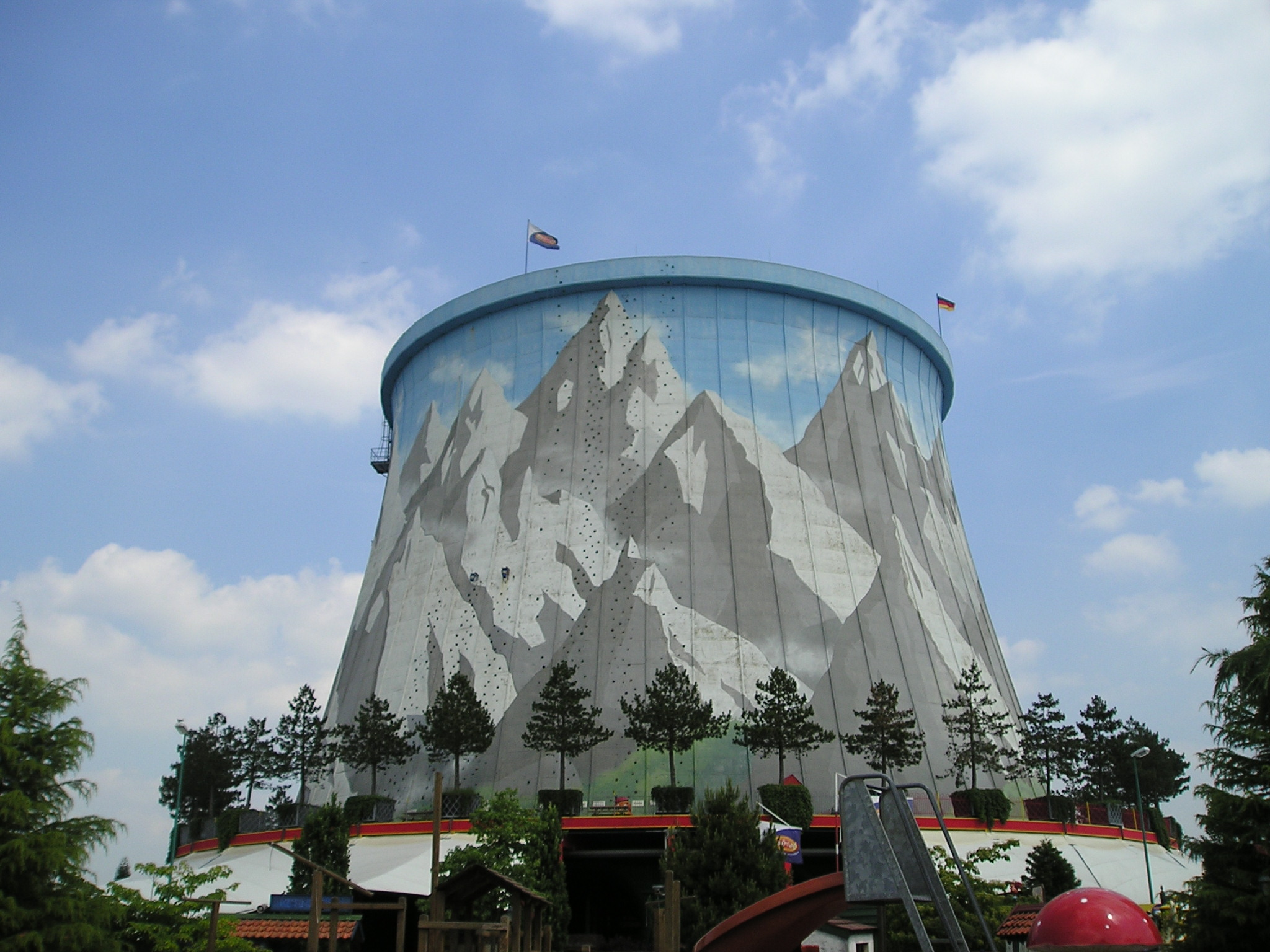
カルカー（遊園地として再利用）
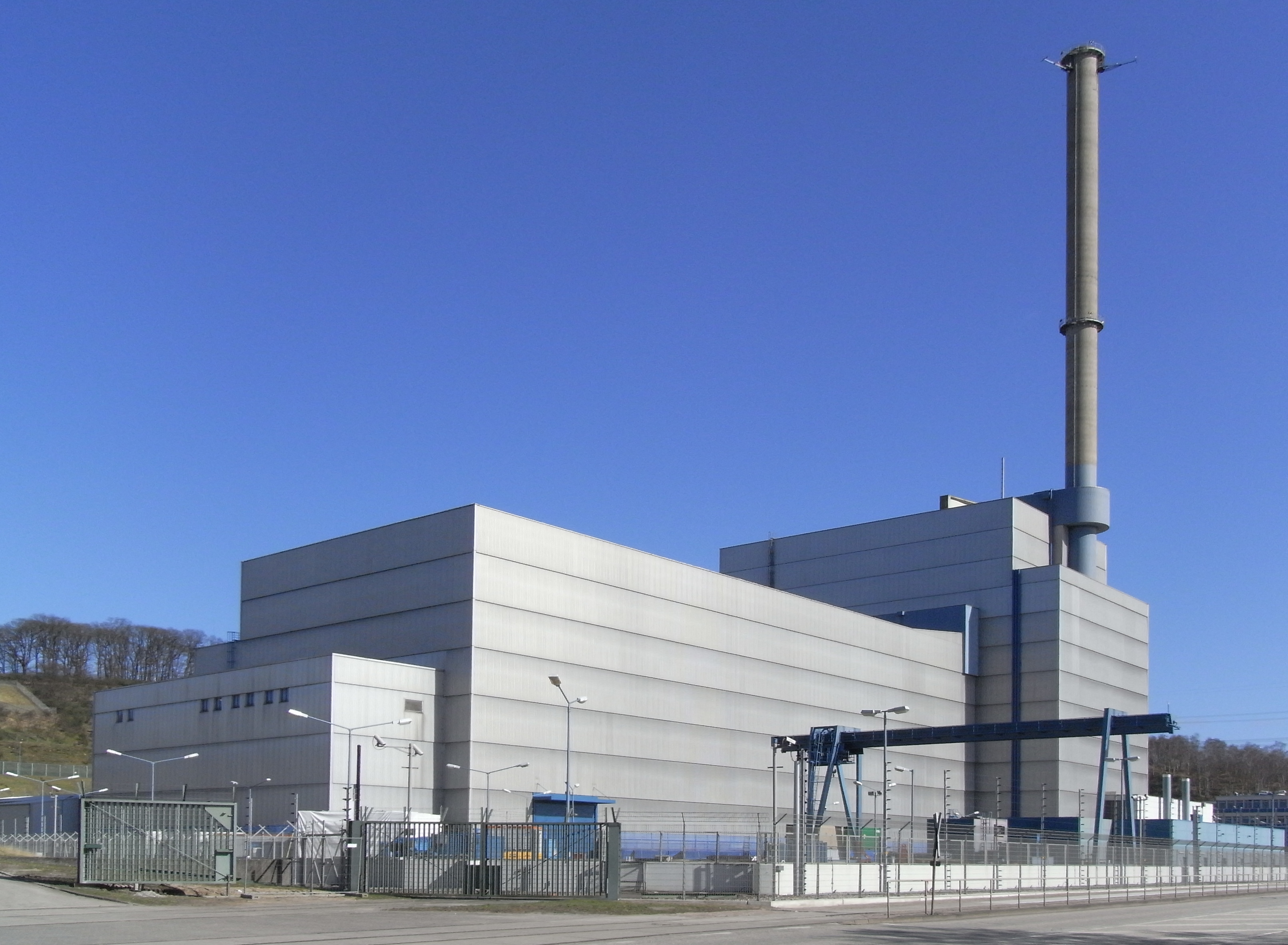
クリュンメル（運転停止）
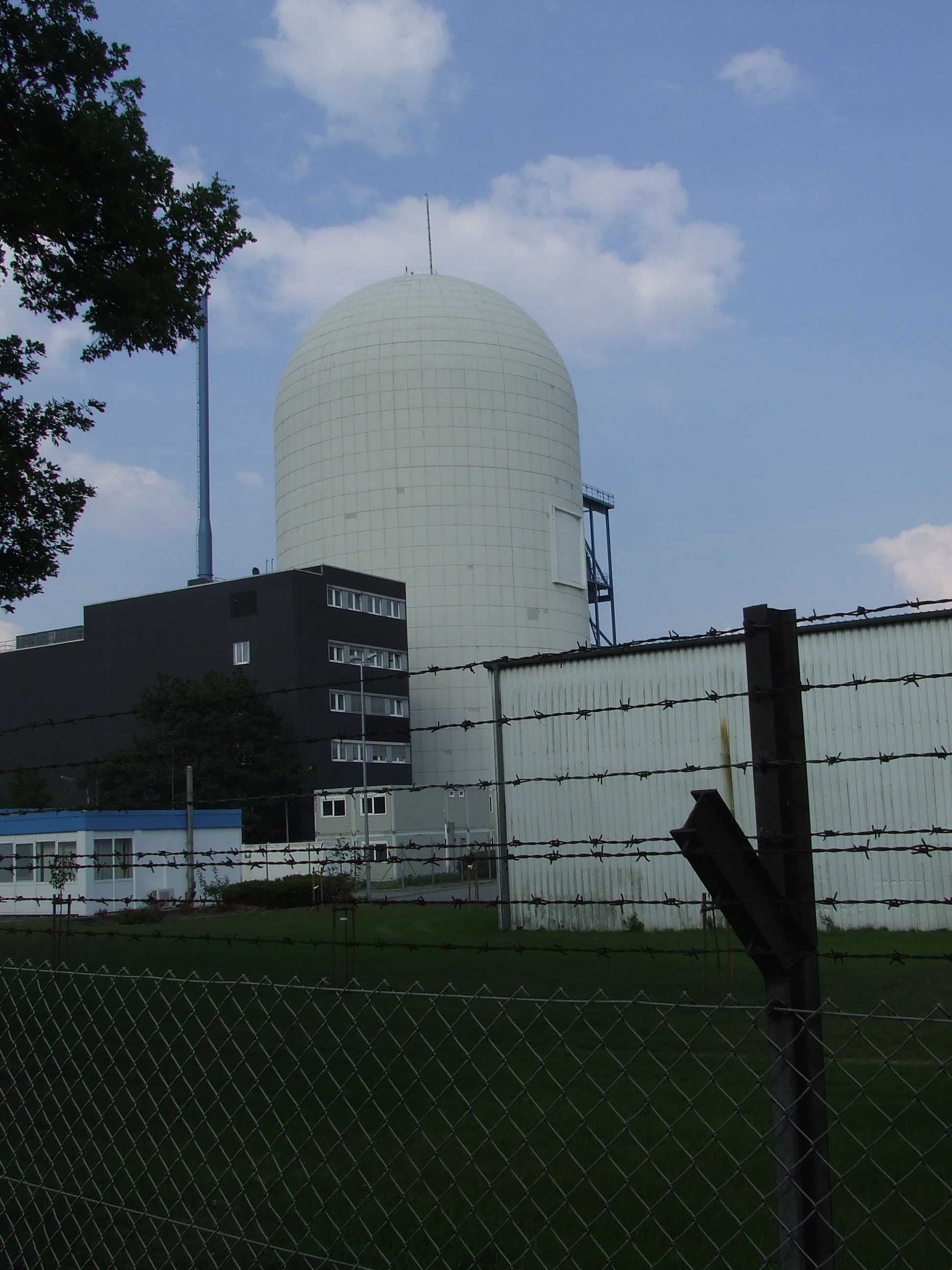
リンゲン（閉鎖）
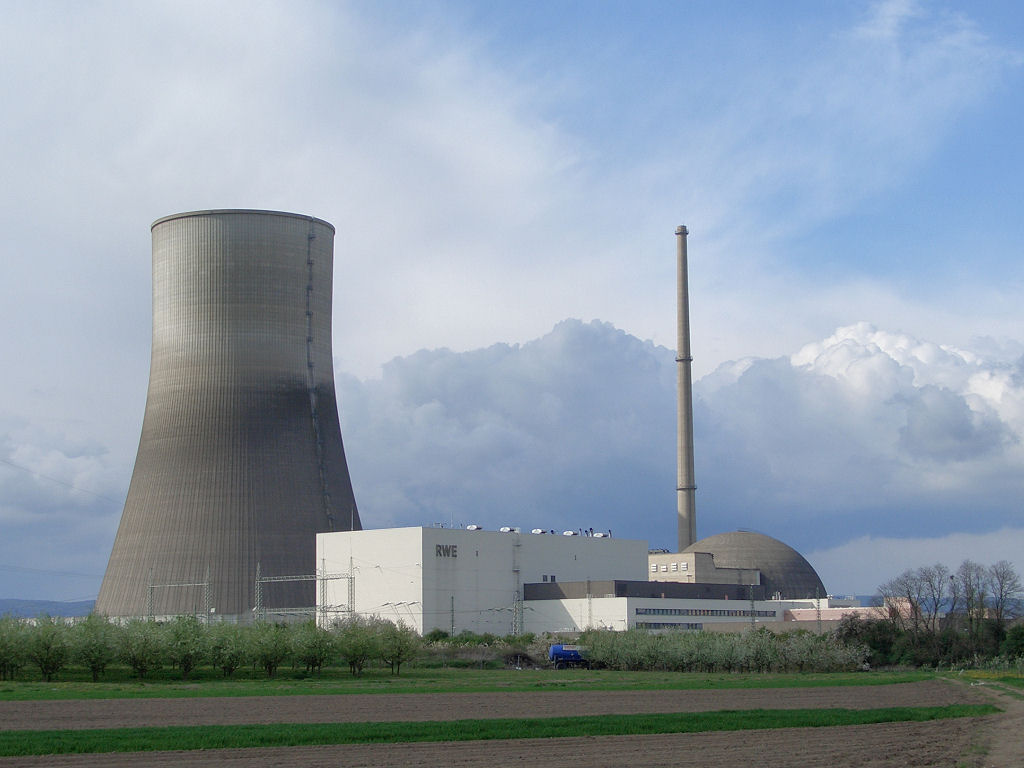
ミュールハイム・ケルリヒ（閉鎖）
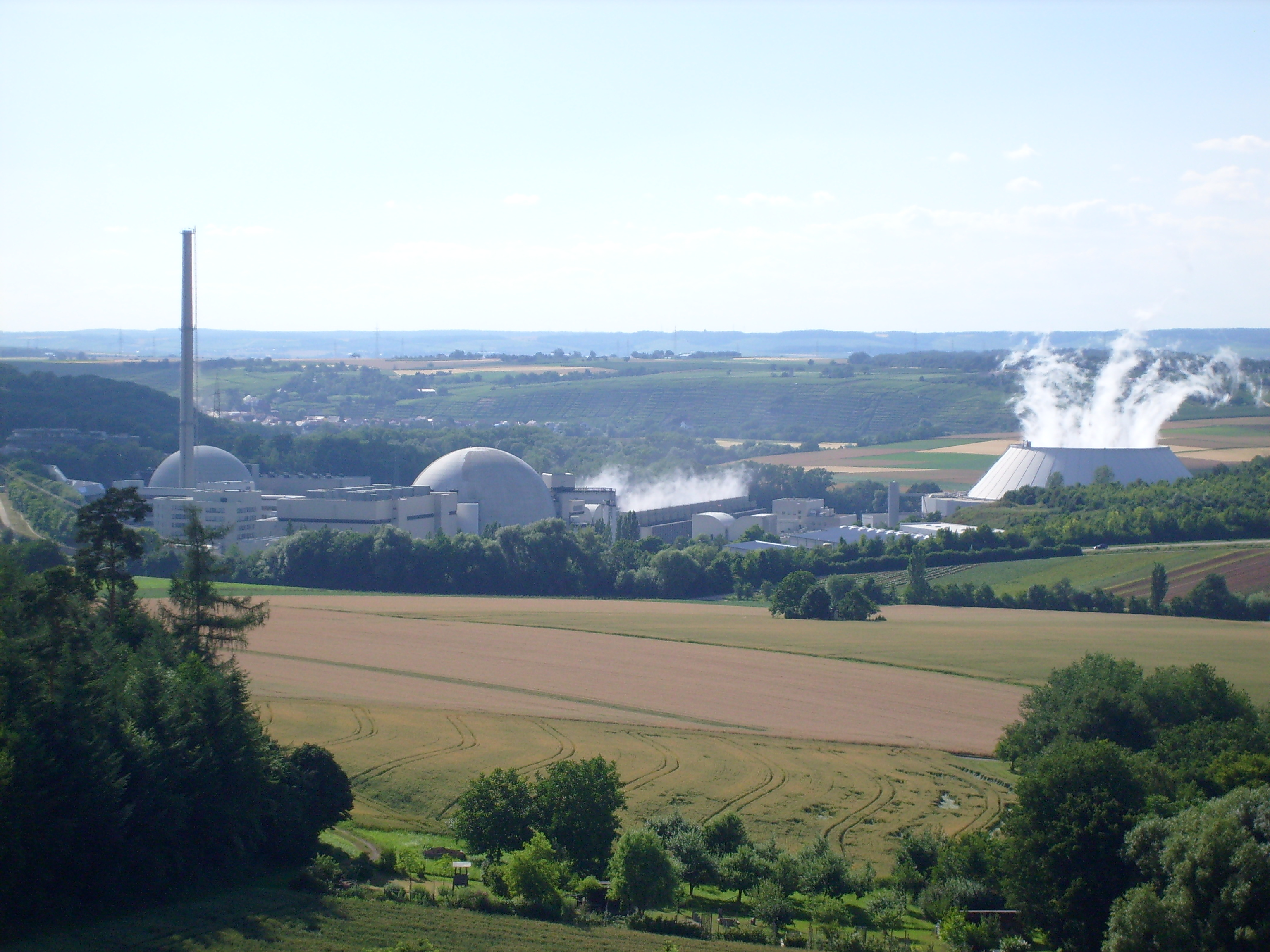
ネッカーヴェストハイム
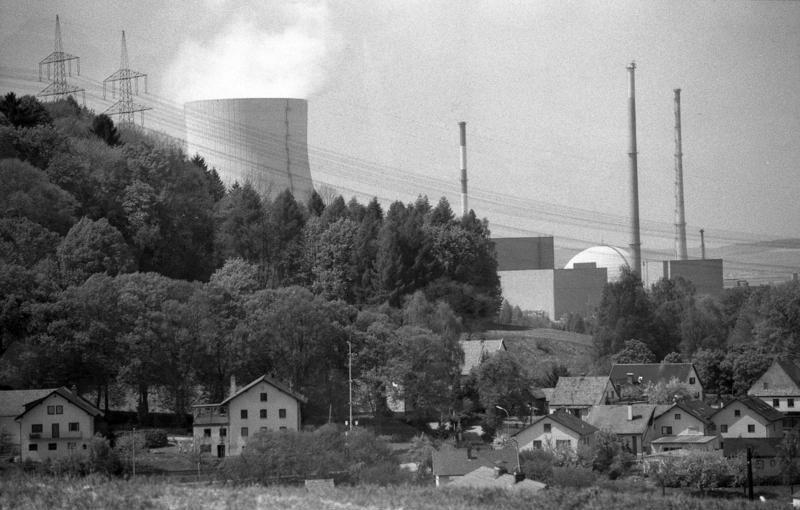
ニーダーアイヒバッハ（閉鎖）
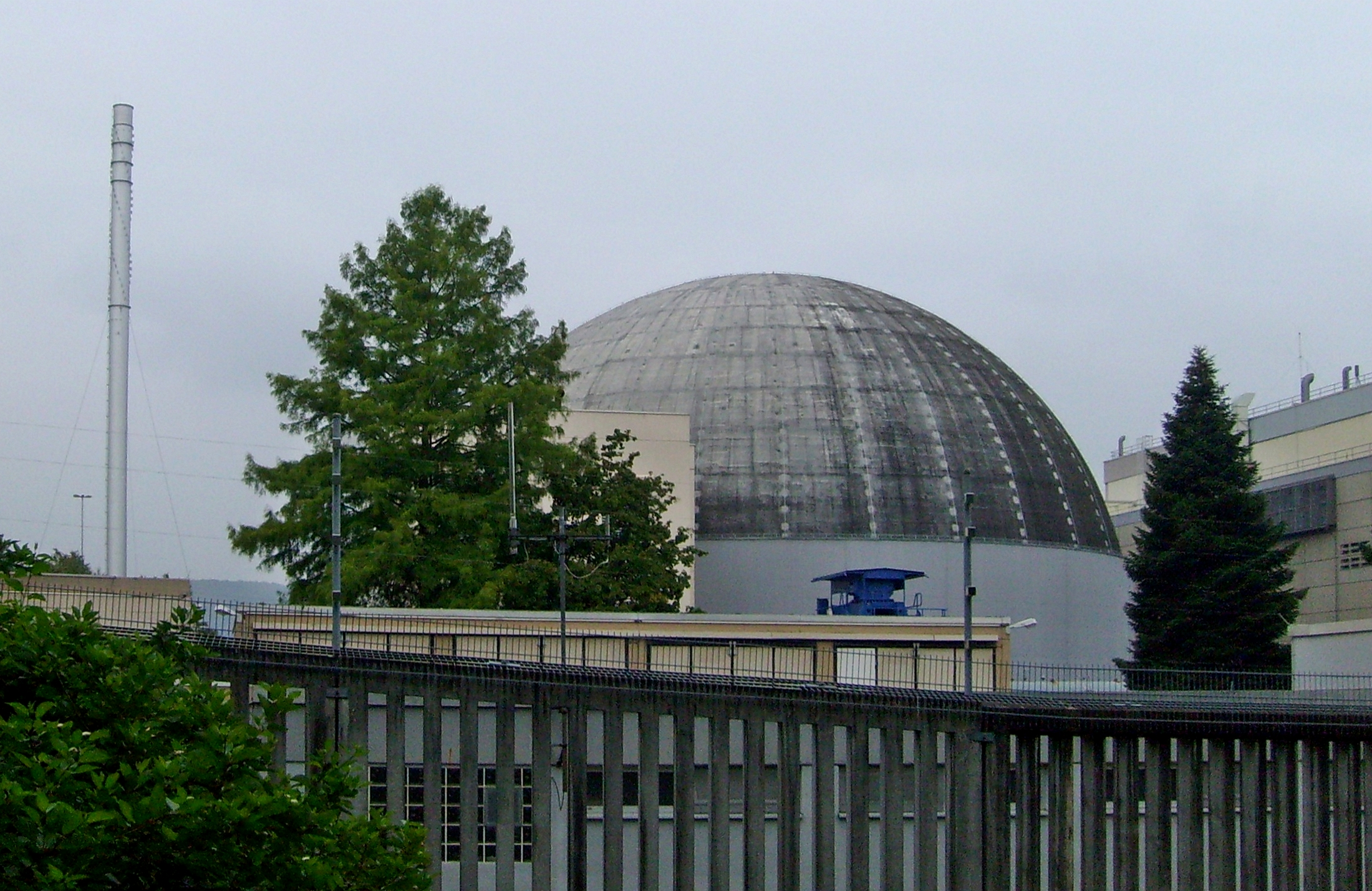
オーブリヒハイム
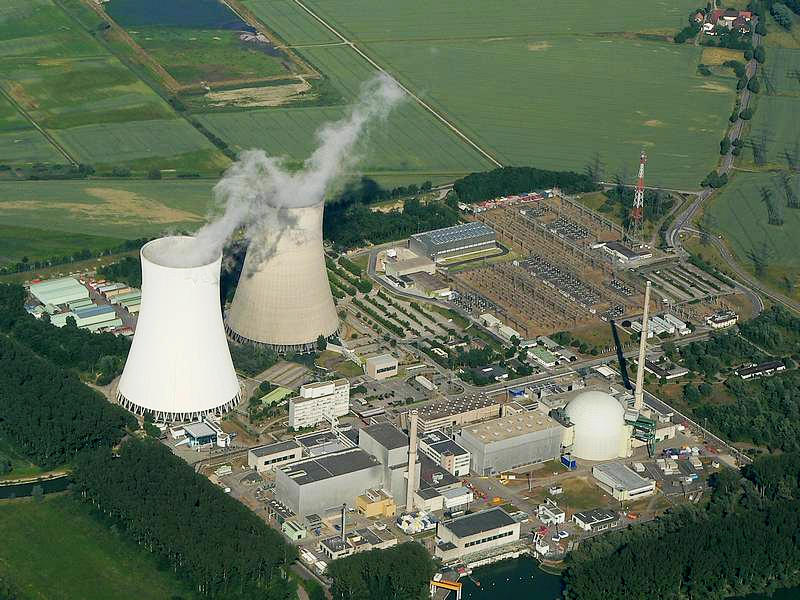
フィリップスブルク
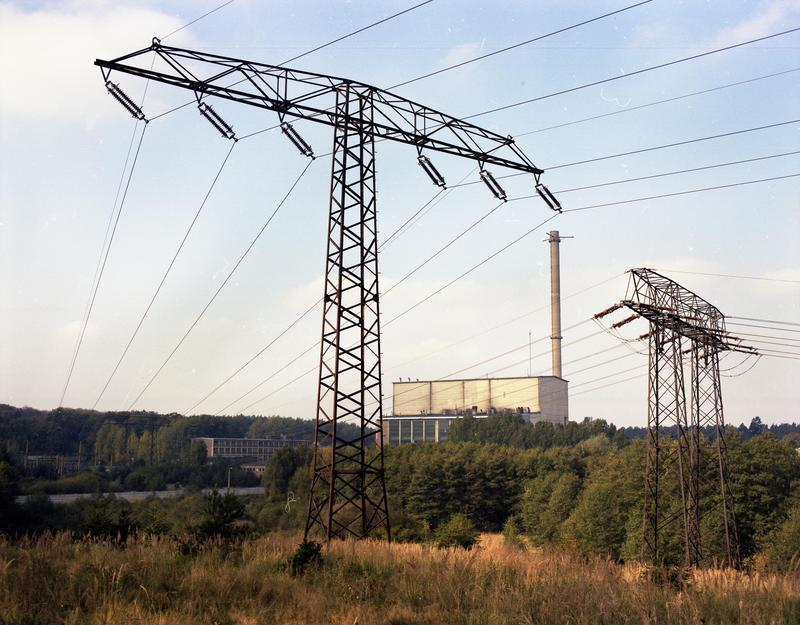
ラインスベルク（閉鎖）
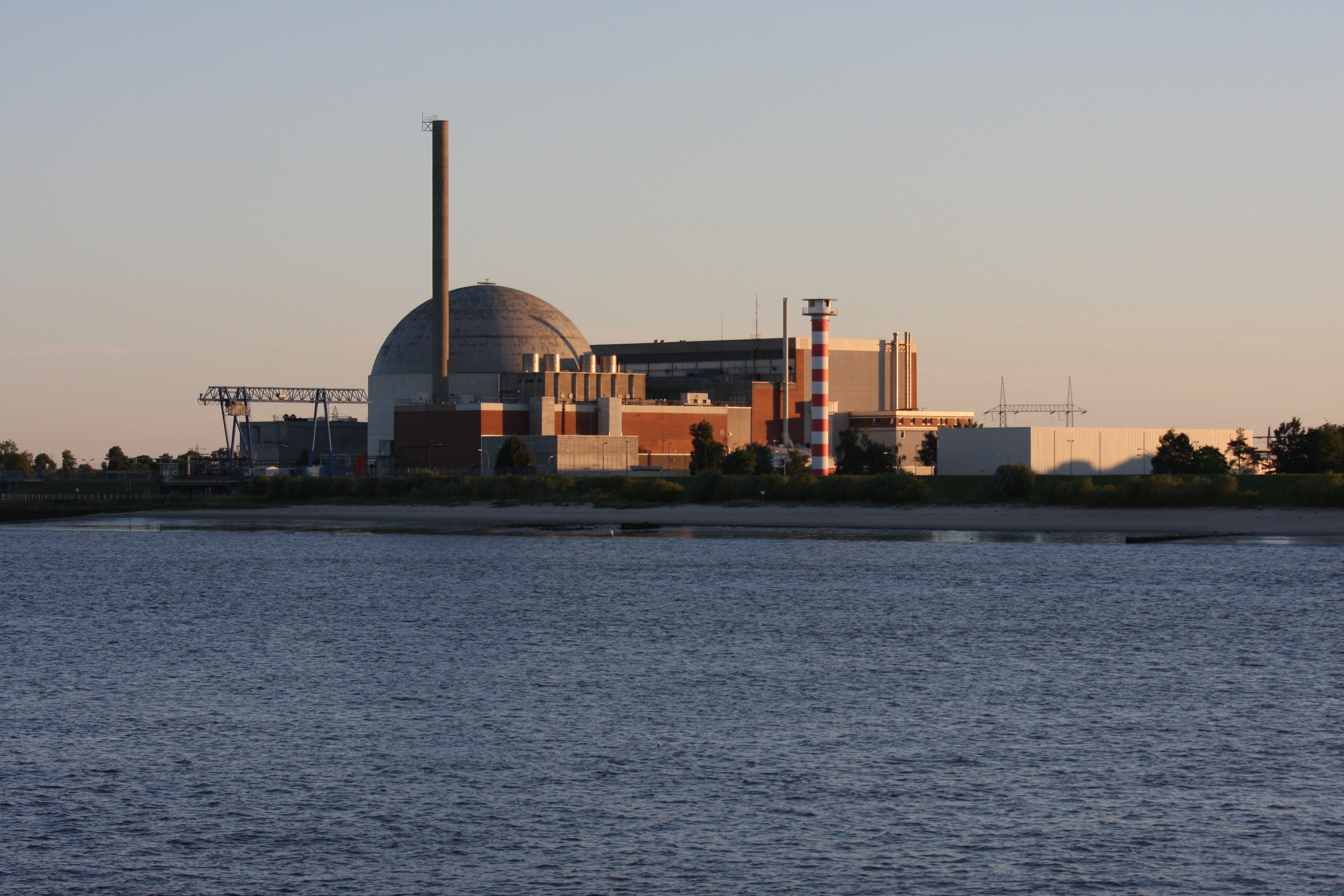
シュターデ（閉鎖）
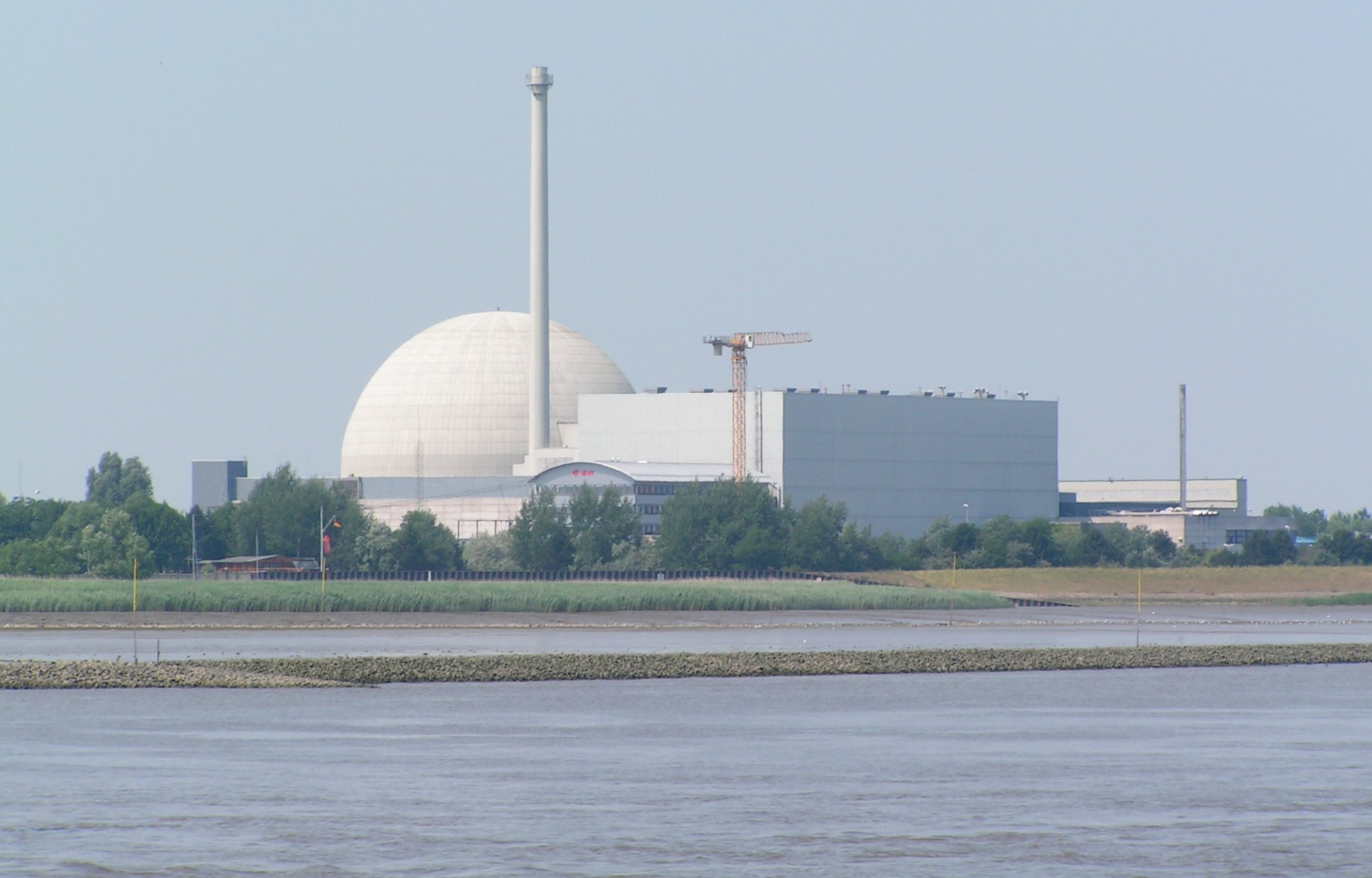
ウンターヴェーザー
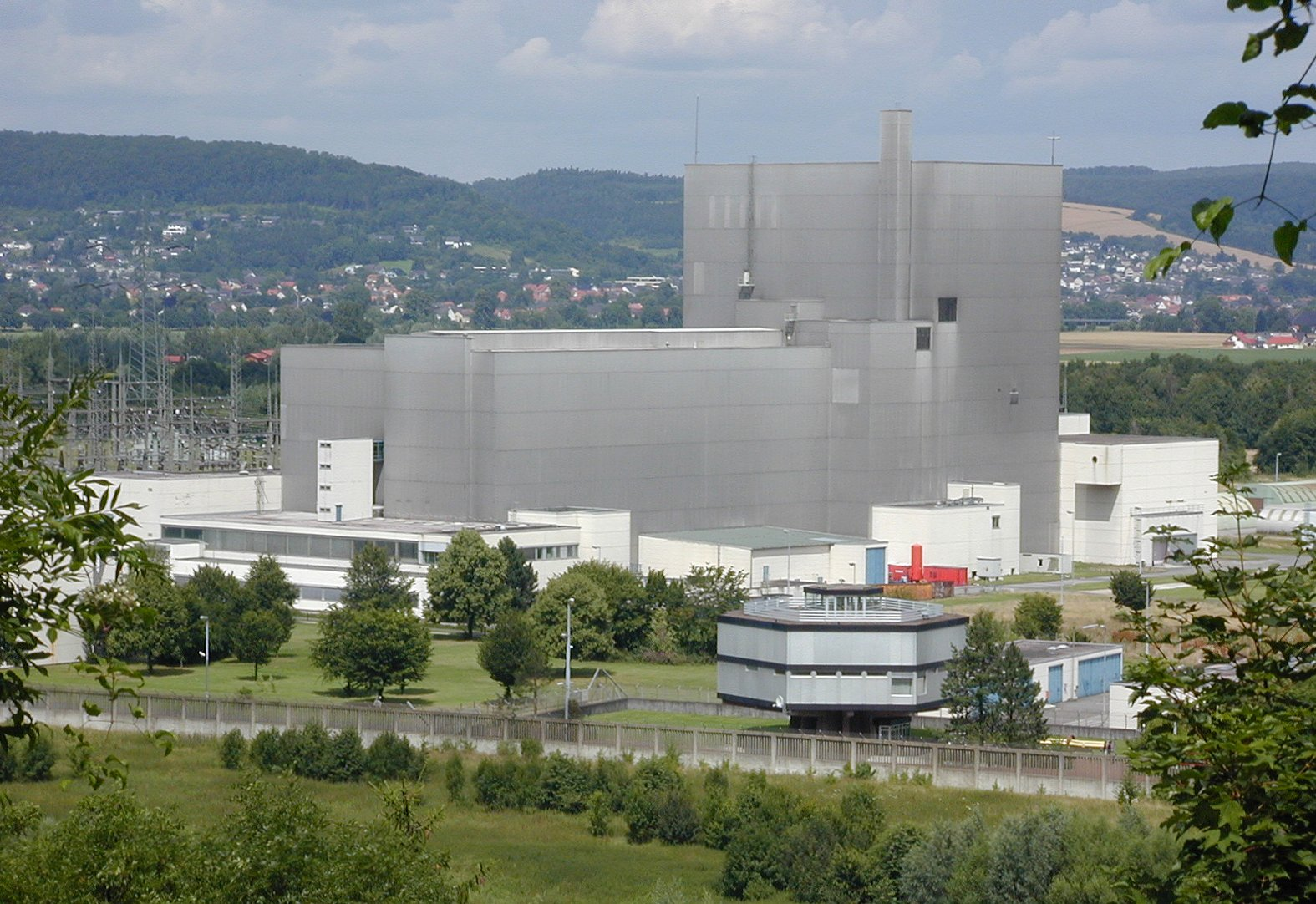
ヴュルガッセン